# FOX Toolkit
Pour les articles homonymes, voir Fox.
FOX toolkit est une bibliothèque logicielle permettant la réalisation d'interface graphiques, FOX signifiant Free Objects for X. Il s'agit d'un outil libre sous licence LGPL et multiplate-forme. Il est en effet disponible sous Windows et pour le système de fenêtrage X (employé par un grand nombre de systèmes de type Unix ou dérivés).
Son développement a débuté en 1997 et est toujours poursuivi par son instigateur, Jeroen van der Zijp, et la communauté s'étant formée autour de la bibliothèque.
Ce toolkit est écrit en C++ et possède des bindings vers les langages Python, Ruby et Eiffel.

## Exemple:Hello World
L'exemple suivant, en C++, crée une application FOX et une boîte de dialogue avec un bouton "Hello World" :
```
#include
 
"fx.h"

 

int
 
main
(
int
 
argc
,
 
char
 
*
argv
[])
 
{

  
FXApp
 
application
(
"Hello"
,
 
"FoxTest"
);

  
application
.
init
(
argc
,
 
argv
);

  
FXMainWindow
 
*
main
=
new
 
FXMainWindow
(
&
application
,
 
"Hello"
,
 
NULL
,
 
NULL
,
 
DECOR_ALL
);

  
new
 
FXButton
(
main
,
 
"&Hello, World!"
,
 
NULL
,
 
&
application
,
 
FXApp
::
ID_QUIT
);

  
application
.
create
();

  
main
->
show
(
PLACEMENT_SCREEN
);

  
return
 
application
.
run
();

}

```

## Quelques logiciels utilisant FOX
- Acronis True Image, gestionnaire d'image disque
- Abaqus CAE, logiciel de pré- et post-traitement de la suite de calcul mécanique Abaqus
- Kerkythea, un moteur de rendu multiplate-forme.
- XFE, un gestionnaire de fichiers pour le X Window System
- TnFOX, un fork de la bibliothèque FOX